# محمد دنیوی
محمد دنیوی یا محمد طیبی سودکلایی (۱۳۲۱ – ۱۳۷۳) موسیقی‌دان، آهنگساز، خواننده و ترانه‌سرای ایرانی بود.

## زندگی
محمد دنیوی در ساری در محلهٔ قلیچ از محلات قدیمی و تاریخی شهر و در انتهای کوچه‌ای موسوم به نوش آبادی در خانهٔ اجدادی متولد شد؛ کودکی او با توجه به مراودات عبدالوهاب دنیوی پدر محمد با خانوادهٔ عماد رام منجر به دوستی آن دو کودک شد و با توجه به پاگیری علاقهٔ مشترک در آنها به موسیقی، هر دو را به مسیری مشابه رهنمون شد. محمد دنیوی در سال ۱۳۳۷ به تهران رفت و به‌عنوان گزارشگر و نویسندهٔ مدعو در رادیو تهران مشغول به کار شد؛ درعین‌حال کار گزارشگری و نویسندگی را با دو مجلهٔ «پست تهران سینمایی» و «بامشاد» نیز پیش برد. در سال ۱۳۴۹ با تأسیس رادیو ساری به زادگاهش منتقل شد تا جزو اولین کسانی باشد که در راه‌اندازی رادیو ساری مشارکت داشته است. وی به‌عنوان گوینده، تهیه‌کننده، نویسنده و مدیریت آرشیو تا پایان عمر کاری خود فعالیت داشت. از برنامه‌های مطرحی که محمد دنیوی در تهیه و گویندگی آن‌ها از ارکانش به‌شمار می‌آمده می‌توان به دو برنامه مشاهیر مازندران و تی‌تی‌های مازندران اشاره کرد.وی تمبک را نزد فرهنگفر و محمد اسماعیلی آموخت. در سال ۱۳۴۹ به‌عنوان یکی از عوامل برنامه‌ساز رادیو و گوینده به کار مشغول شد.

## آلبوم‌ها[۳]
- «گلنسا»
- «بهاره، بهاره»
- «لاله»
- «انتظار»
- «عهد شکن»
- «غروب آتش گرفته»
- «شوپه»
- منظومه‌های شعر گونهٔ «مازیار» و «کوچ» از کارهای اوست.[۴]

## وفات
در آذر ۱۳۷۳ در سالن هلال احمر ساری برای محمد دنیوی بزرگداشتی با حضور نویسندگان، شعرا، اهالی موسیقی و سایر هنرمندان برگزار شد که طی آن پیام رهبر ارکستر سمفونیک وقت در آن سال، فریدون ناصری، نیز قرائت گردید. در این برنامه شیون فومنی چند شعر را که تحت تأثیر و برای محمد دنیوی سروده بود را قرائت کرد و عبدالحسین مختاباد علاوه‌بر تصنیف‌های خودش، ترانه‌های خاطره‌انگیز محمد دنیوی را نیز اجرا نمود. این هنرمند در دی ماه ۱۳۷۳ درگذشت.